# 비에슈차디 국립공원

비에슈차디 국립공원 로고

비에슈차디 국립공원(폴란드어: Bieszczadzki Park Narodowy)은 폴란드에서 세 번째로 큰 국립공원으로, 폴란드 최남동쪽 구석에 있는 포트카르파츠키에주에 위치해 있다. 2021년에 이 국립공원은 유네스코 세계문화유산 (카르파티아 및 유럽의 기타 지역에 생육하는 고대 및 원시 너도밤나무 숲의 일부)에 등재되었다.